# Look Away
Look Away (conocida originalmente como Behind the Glass) es una película canadiense de terror psicológico. Cuenta la historia de María, una alienada estudiante de secundaria cuya vida da un vuelco cuando cambia lugares con su siniestra imagen en el espejo. La película está escrita y dirigida por Assaf Bernstein, y protagonizada por India Eisley, Mira Sorvino y Jason Isaacs.

## Sinopsis
Maria es una adolescente tímida a la que sus compañeros atormentan en la escuela. La joven se siente mejor contemplándose en un espejo, pero su reflejo es, asimismo, su alma gemela malvada, y la incita a cometer atrocidades que parecían impensables.

## Argumento
Maria Brennan (India Eisley) es una marginada social tímida en su escuela secundaria, donde es constantemente intimidada por sus compañeros liderados por su compañero de escuela Mark (John C. MacDonald). Maria tiene una sola amiga, Lily (Penélope Mitchell) a quien envidia, y por cuyo novio, Sean (Harrison Gilbertson) ella tiene un enamoramiento secreto. En casa, María frecuentemente reprime sus emociones con sus padres: su padre Dan (Jason Isaacs), un cirujano plástico filantrópico y un perfeccionista; y su madre Amy (Mira Sorvino), que sufre de depresión y finge estar ajena a los asuntos de su esposo.
María descubre accidentalmente una ecografía de un par de gemelos y comienza a escuchar voces de su reflejo en el espejo, Airam, que es más bella, carismática y agresiva. Inicialmente, María está asustada, pero finalmente encuentra consuelo en las charlas de poder de Airam que la hacen enfrentar sus pensamientos subconscientes y sentimientos internos. Después de ser abandonada por Lily, que estaba al tanto de los sentimientos de María por Sean, y humillada por Mark en el baile de graduación, María acepta cambiar de lugar con Airam a cambio de la ayuda de Airam para resolver sus problemas.
Airam comienza a vengarse de las personas que han perjudicado a María y a tomar el control de todos los aspectos de su vida con los que no estaba contenta. Atrae a Mark a la ducha y le rompe la rodilla, y arregla para que Amy se encuentre con la amante de su esposo como una forma de obligarla a reconocer los asuntos de Dan y su matrimonio superficial. Airam también practica en secreto patinaje artístico y persigue a una desconcertada Lily a través del hielo, lo que resulta en la muerte de Lily al aplastar su cráneo en el pavimento. Ignorando las protestas y súplicas de María (que ahora está atrapada como la imagen especular de Airam), Airam procede a seducir a Sean, quien finalmente sospecha y trata de irse, solo para que Airam lo mata a golpes.
Airam se enfrenta a Dan en la clínica después de horas, finge estar muy intoxicado, se desnuda y le exige saber si aún la amaría si ella no fuera perfecta. Los espectadores recuerdan una escena anterior en la que Dan ofrece operar a Maria para hacerla "perfecta". Se revela que María originalmente tenía una hermana gemela (se presume que era Airam en este punto), que fue sofocada después del nacimiento por Dan debido a sus deformidades físicas. Habiendo obtenido su respuesta, sí, Airam corta la garganta de Dan con un bisturí.
Airam ahora ya no ve a María en su reflejo como antes podía, dejando a la audiencia especular que Airam es en realidad una manifestación del subconsciente de María y que los dos se han unido como uno, y ahora María posee los rasgos de Airam. Una serie de tomas en ráfaga reflejadas representa a María y Airam junto con su madre reunida como una familia, presumiblemente ahora fusionada en una sola.

## Reparto
- India Eisley como Maria/Airam.
- Mira Sorvino como Amy.
- Jason Isaacs como Dan.
- Penelope Mitchell como Lily.
- Harrison Gilbertson como Sean.
- Kristen como Naomi Harris.
- Adam Hurtig como profesor de inglés.
- Juan C. MacDonald como Mark.
- Connor Peterson como hermano menor.
- Cristina Segovia (voz)

## Recepción
Look Away ha recibido reseñas negativas de parte de la crítica y mixtas de la audiencia. En el sitio web especializado Rotten Tomatoes, la película posee una aprobación de 17%, basada en 12 reseñas, con una calificación de 4.5/10, mientras que de parte de la audiencia tiene una aprobación de 50%, basada en 270 votos, con una calificación de 3.3/5.
En el sitio IMDb los usuarios le han dado una calificación de 5.8/10, sobre la base de 21 568 votos. En la página FilmAffinity la cinta tiene una calificación de 4.8/10, basada en 283 votos.